# Hubert van den Eynde
Hubert van den Eynde (Anvers, 11 octobre 1593 - Anvers, 18 septembre 1662) est un sculpteur baroque flamand. Il est principalement connu pour ses sculptures religieuses et son mobilier d'église, mais il a également travaillé sur quelques projets civils. Il était le premier sculpteur proéminent de la famille Van den Eynde. Il s'est formé avec un maître inconnu et enseigna à Sebastiaen van den Eynde (en), fils de son frère Cornelis, à son autre neveu Sébastien de Neve, et à son propre fils Norbert van den Eynde (en). Au début du XVIIe siècle, Van den Eynde était parmi les principaux artistes flamands qui rejetèrent les formules maniéristes artificielles en faveur d'une plus grande vraisemblance.
Parmi ses œuvres survivantes figurent le monumental Waterpoort d'Anvers, un maître-autel en marbre noir et blanc et albâtre (flanqué de deux peintures d'Antoine van Dyck) dans l'église de Notre-Dame de Dendermonde,,, et les rubenesques statues en marbre de Gédéon et Josué dans la cathédrale d'Anvers,.

## Vie et famille
Van den Eynde naquit dans la famille Van den Eynde, une famille anversoise d'artistes et d'entrepreneurs. Les Van den Eynde devinrent l'une des familles de sculpteurs plus importantes à Anvers à la fin du XVIIe siècle, une partie du consortium Quellinus-Verbrugghen-Willemssens-Scheemaeckers-Van den Eynde, qui jouissait d'un monopole virtuel sur la sculpture marché à Anvers. La collaboration étendue entre les ateliers des familles susmentionnées pourrait en fait être le facteur le plus important pour expliquer « l'unité de style et d'approches complexe qui a rendu le démêlage des mains particulièrement difficile pour les historiens de l'art ».

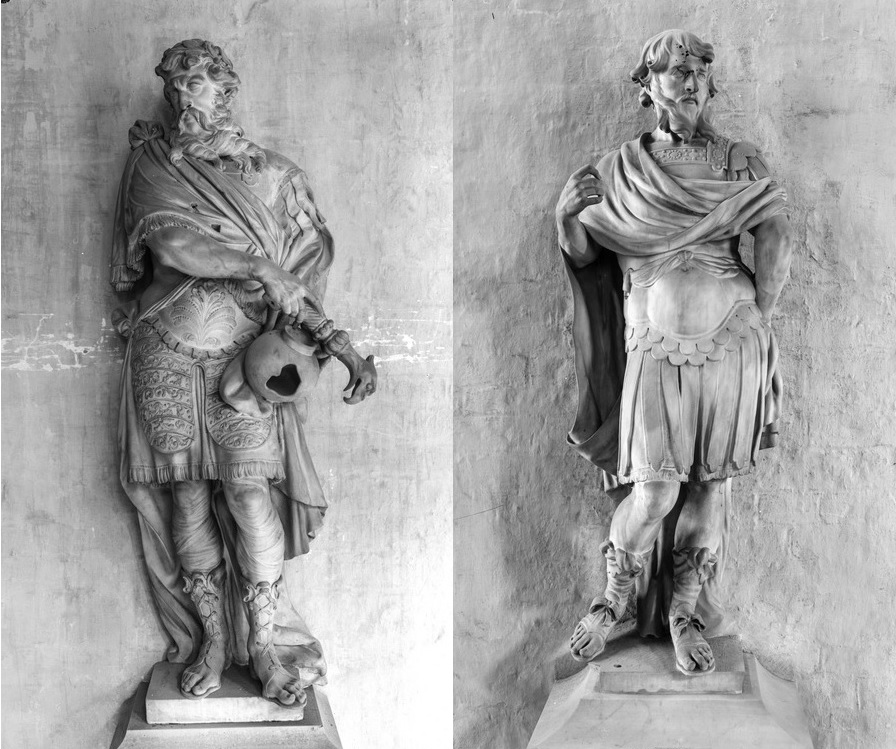
Gédéon, à gauche, et Josué, à droite, cathédrale Notre-Dame d'Anvers

Hubert van den Eynde fut le premier sculpteur notable de la famille Van den Eynde. Il devint maître de la Guilde de Saint-Luc en septembre 1620. Il enseigna plus tard à ses neveux Sébastien van den Eynde et Sébastien de Neve, ainsi qu'à son fils Norbert. Parmi les autres élèves figuraient Pauwels Creuls (entre le 18 septembre 1631 et le 18 septembre 1632), Peeter Jansen (entre le 18 septembre 1636 et le 18 septembre 1637), Peeter Creun et Jacques Jehan.
Van den Eynde maria deux fois. Il a d'abord été marié à Elizabeth Schorkens, décédée en septembre 1623 ou 1624. Il maria plus tard une deuxième fois avec Elizabeth van Breen, qui lui a donné un fils, Norbert,,.
Van den Eynde a été inclus par van Dyck comme l'un des cent artistes représentés dans son "Iconographie", une collection de portraits d'éminents contemporains créés à partir des dessins de van Dyck et sous sa supervision. Van den Eynde est l'un des trois seuls sculpteurs à figurer dans cette collection, les autres étant Hans van Mildert et Andries de Nole. Cela montre qu'il jouissait d'une grande réputation à son époque.

## Œuvre

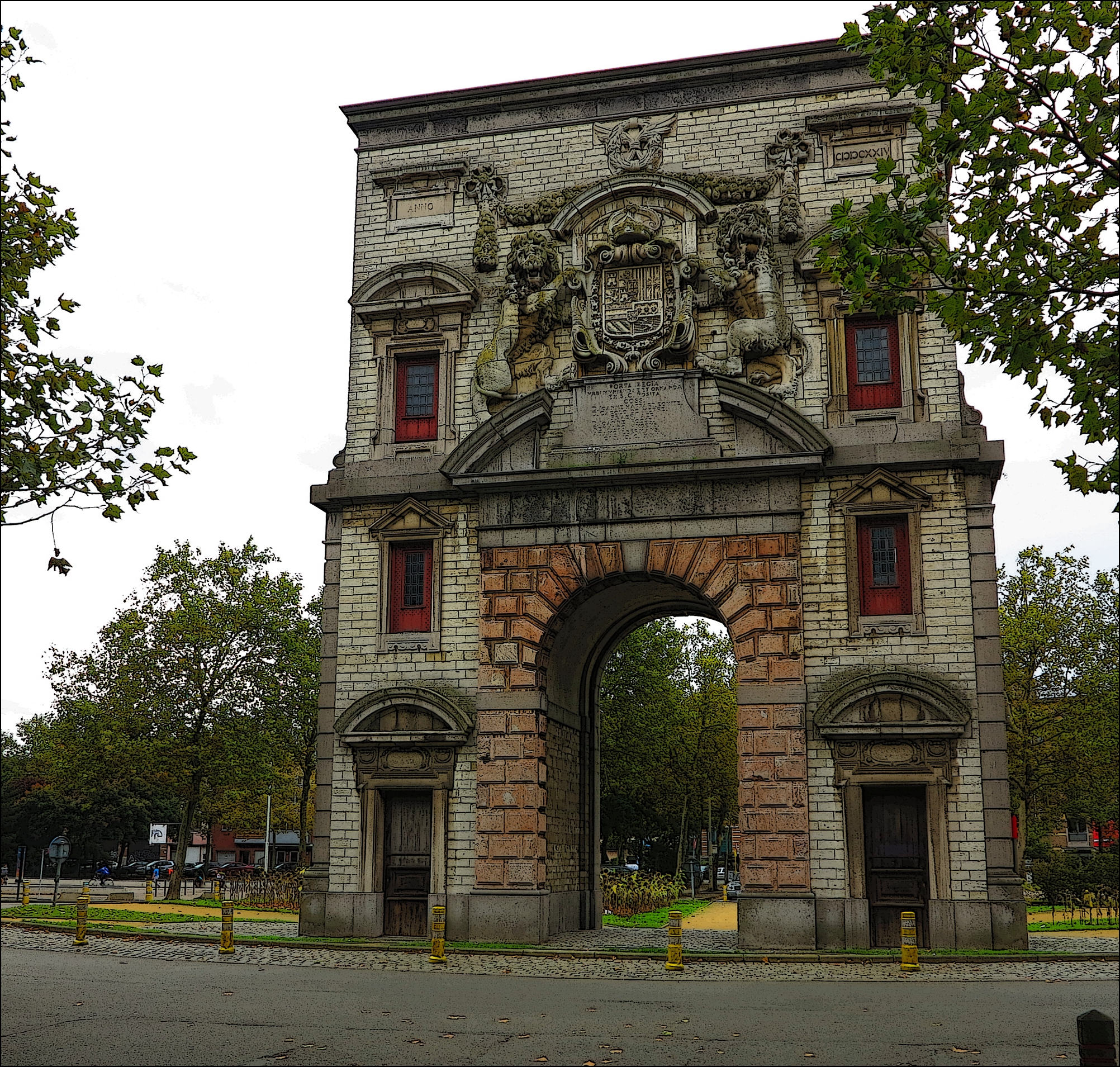
Waterpoort, Anvers

Il est principalement connu pour ses sculptures religieuses et son mobilier d'église, mais il a également travaillé sur quelques projets civils. Quelques années après être devenu maître de la Guilde de Saint Luc (1620), Van den Eynde reçut la commande du Waterpoort d'Anvers, un arc de triomphe en l'honneur de Philippe IV, qu'il termina avec l'aide de Hans van Mildert. Le Waterpoort, ou ''Porta Regia'', a été érigé en 1624. Le dessin du Waterpoort a été attribué à Rubens.
Au cours des années 1630, Van den Eynde reçut plus de commandes civiques, y compris des décorations sculpturales sur le Vierscharr et la Bourse d'Anvers.
Le travail le plus remarquable de Van den Eynde est cependant celui qu'il a réalisé pour les églises d'Anvers et la cathédrale d'Anvers.

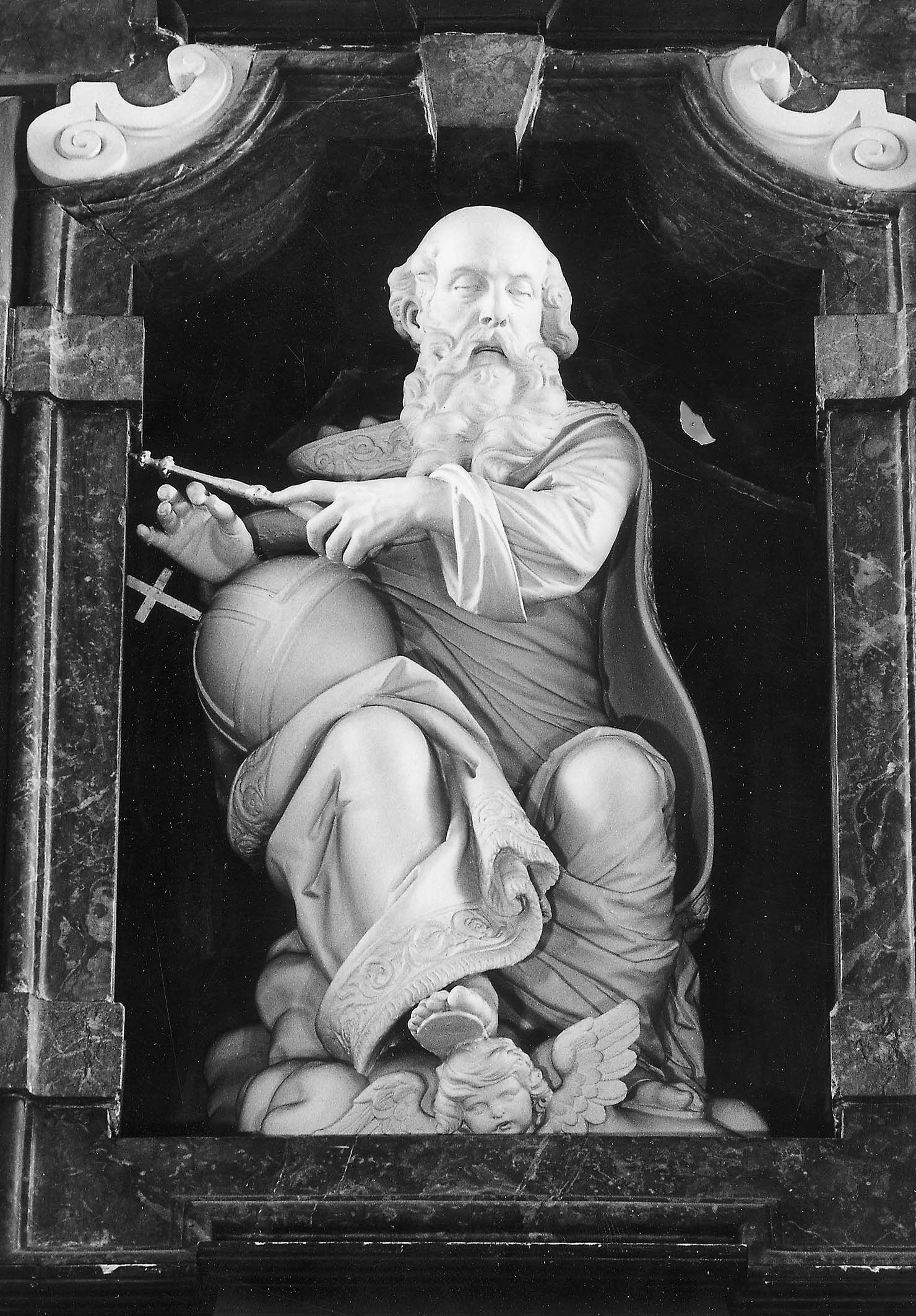
Dieu le Père, créateur de l'univers, église Onze-Lieve-Vrouw van de Goede Wil

Le 8 octobre 1629, Van den Eynde commença à travailler sur le maître-autel de l'église Notre-Dame de Termonde. L'autel fut sculpté dans du marbre noir et blanc et de l'albâtre et achevé en un an.
Au début des années 1630, Van den Eynde exécuta une monumentale Madone, située près de la mairie d'Anvers.
En 1635, il collabore à la Crucifixion de Meirbrugge (maintenant dans la cathédrale d'Anvers).
L'année suivante, en 1636, Van den Eynde réalise une belle sculpture en grès de la Vierge Marie et de l'Enfant Jésus: ''La Vierge Marie avec l'Enfant Jésus''. Cette sculpture était autrefois placée dans le jardin du le Maagdenhuismuseum, mais elle a ensuite été déplacée à l'intérieur et remplacée par une copie, qui peut mieux résister aux le mauvais temps.

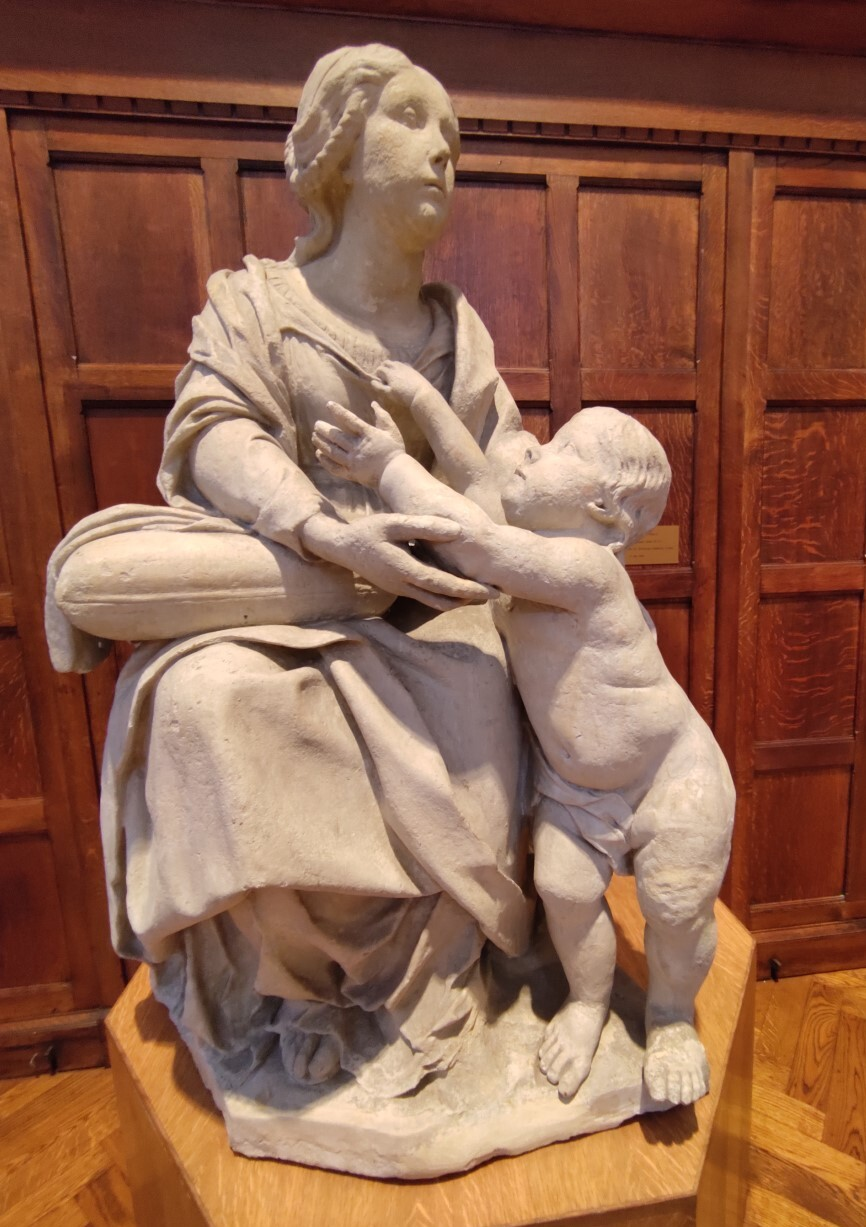
Vierge Marie avec l'enfant Jésus, Maagdenhuis, Anvers

En 1640, Van den Eynde acheva des autels de l'église de l'Averbode.
En 1648, il réalise un autel latéral de l'église St. Rumoldus à Steenokkerzeel. En 1653, il réalisa l'autel principal de l'église Onze-Lieve-Vrouw van de Goede Wil de Duffel.
Dans les années 1650, Van den Eynde collabore avec Artus Quellinus II, produisant un ensemble de sculptures pour la cathédrale d'Anvers. De ces sculptures, aujourd'hui il ne reste sur place que deux statues en marbre de Gédéon et Josué. Les deux statues utilisées pour flanquer un marbre de Saint Michel, produit hors d'une collaboration entre Quellinus et Van de Eynde, qui se tenait au-dessus du Schermersaltaar (autel des escrimeurs). Ces statues se tenaient près de l'autel des escrimeurs de Saint Michel, qui se tenait contre le pilier mère sud de la nef centrale. Aujourd'hui, les deux statues sont situées à l'arrière de la nef, adossées aux contreforts des tours.
Les statues de Gédéon et Josué, comme toutes les œuvres de Van den Eynde, montrent l'adhésion de l'artiste au style haut baroque de Rubens, et de là l'influence que ce dernier eut sur Van den Eynde et ses élèves.